# 1991 na política

## Eventos
- 17 de janeiro - Início da Primeira Guerra do Golfo.
- 1 de fevereiro - Tomam posse Júnia Marise e Marluce Pinto como as primeiras senadoras brasileiras eleitas no país.
- 23 de fevereiro - Guerra do Golfo: após um mês de campanha aérea, as forças aliadas lançam uma ofensiva terrestre contra o exército do Iraque.
- 25 de fevereiro - Os países do Pacto de Varsóvia aprovam a dissolução da organização militar criada em 1955, em resposta à OTAN.
- 25 de fevereiro - Guerra do Golfo: Um míssil Scud iraquiano atinge uma base militar americana em Dharan na Arábia Saudita matando 28 fuzileiros norte-americanos.
- 28 de fevereiro - Fim da Guerra do Golfo.
- 26 de março - Brasil, Argentina, Uruguai e Paraguai assinam o Tratado de Assunção, que estabelece o Mercosul.
- 31 de março - Dissolução do Pacto de Varsóvia.
- 9 de abril - Independência da Geórgia.
- 19 de julho - Aníbal Cavaco Silva consegue a re-eleição para primeiro-ministro de Portugal com nova maioria absoluta.
- 19 de agosto - Um Golpe de Estado tenta derrubar o Presidente soviético Mikhail Gorbachev.
- 20 de agosto - Reconhecimento da independência da Estônia pela União Soviética.
- 21 de agosto - Reconhecimento da independência da Letónia pela União Soviética.
- 21 de agosto - O Presidente soviético Mikhail Gorbachev retorna ao poder após uma tentativa de Golpe de Estado.
- 24 de agosto - Ucrânia declara-se independente da União Soviética.
- 25 de agosto - Reconhecimento da independência da Bielorrússia pela União Soviética.
- 30 de agosto - Independência do Azerbaijão.
- 31 de agosto - A Quirguízia declara-se independente da União Soviética.
- 1 de setembro - Independência do Uzbequistão.
- 9 de setembro - Independência do Tajiquistão.
- 21 de setembro - Reconhecimento da independência da Arménia pela União Soviética.
- 8 de outubro - Independência da Croácia.
- 27 de outubro - Independência do Turquemenistão.
- 26 de novembro - Comunidade Económica Europeia: A Comunidade adere à Organização das Nações Unidas para a Alimentação e a Agricultura (FAO), tornando-se a primeira organização de integração económica que é membro de pleno direito de uma agência especializada das Nações Unidas.
- 28 de novembro - Declaração de independência da Ossétia do Sul (não reconhecida por nenhum país).
- 16 de dezembro - Independência do Cazaquistão.
- 25 de dezembro - O líder soviético Mikhail Gorbachev renuncia ao cargo, o que culmina com o fim da URSS.
- 31 de dezembro - A URSS deixa de existir.

## Nascimentos
| Data | Nome | Profissão | Nacionalidade | Observações | Ref |
| ---- | ---- | --------- | ------------- | ----------- | --- |

## Mortes
| Data           | Nome                        | Profissão                                                                                                   | Nacionalidade       | Observações               | Ref   |
| -------------- | --------------------------- | --- | ------------------- | ------------------------- | ----- |
| 17 de janeiro  | Olavo V da Noruega          | rei da Noruega de 1957 a 1991                                                                               | Reino Unido         | n. 1903                   |       |
| 21 de maio     | Rajiv Gandhi                | primeiro-ministro da Índia de 1984 a 1989                                                                   | Reino Unido (Índia) | n. 1944                   |       |
| 2 de setembro  | Alfonso García Robles       | diplomata                                                                                                   | México              | n. 1911 Nobel da Paz 1982 | [ 1 ] |
| 15 de dezembro | Vasily Grigoryevich Zaitsev | soldado que se notabilizou como franco-atirador durante a Batalha de Stalingrado, na Segunda Guerra Mundial | União Soviética     | n. 1915                   |       |